# ペットボトル

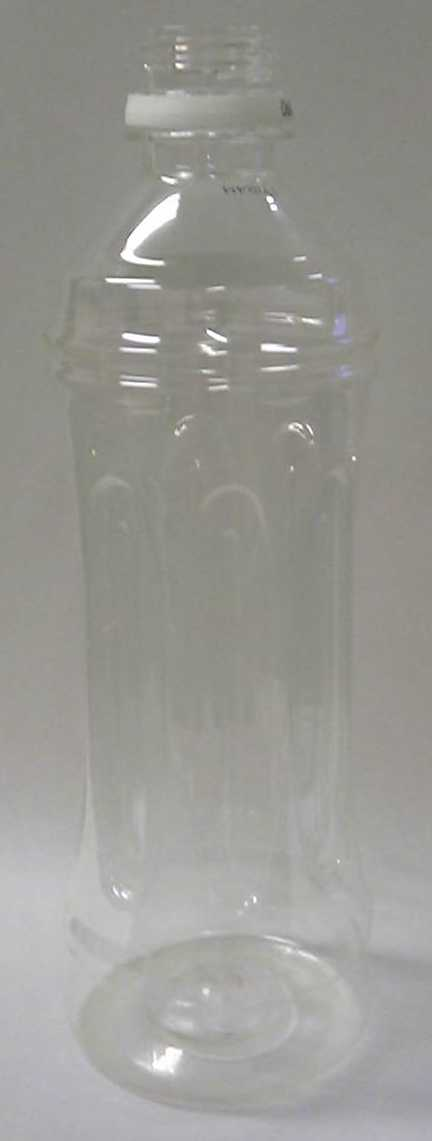
500mLペットボトル

ペットボトル（英: PET bottle）とは、合成樹脂（プラスチック）の一種であるポリエチレンテレフタラート (PET) を材料として作られている容器。
ペット樹脂の約9割は飲料用容器に利用される。他に、調味料・化粧品・非常時のトイレにも用いられている。それまでガラス瓶や缶などに入れられていた物の一部がペットボトルに置き換えられた。ペットとも呼ばれる。上記は日本での呼称・発音で、英語圏では普通、素材の違いを細分せず（PEボトルやPVCボトルと区別せず）plastic bottle と呼ぶ（ペットボトルを構成する素材であるPETについては、英語圏では普通はピートもしくはそのままピー・イー・ティーと読む）。

## 歴史

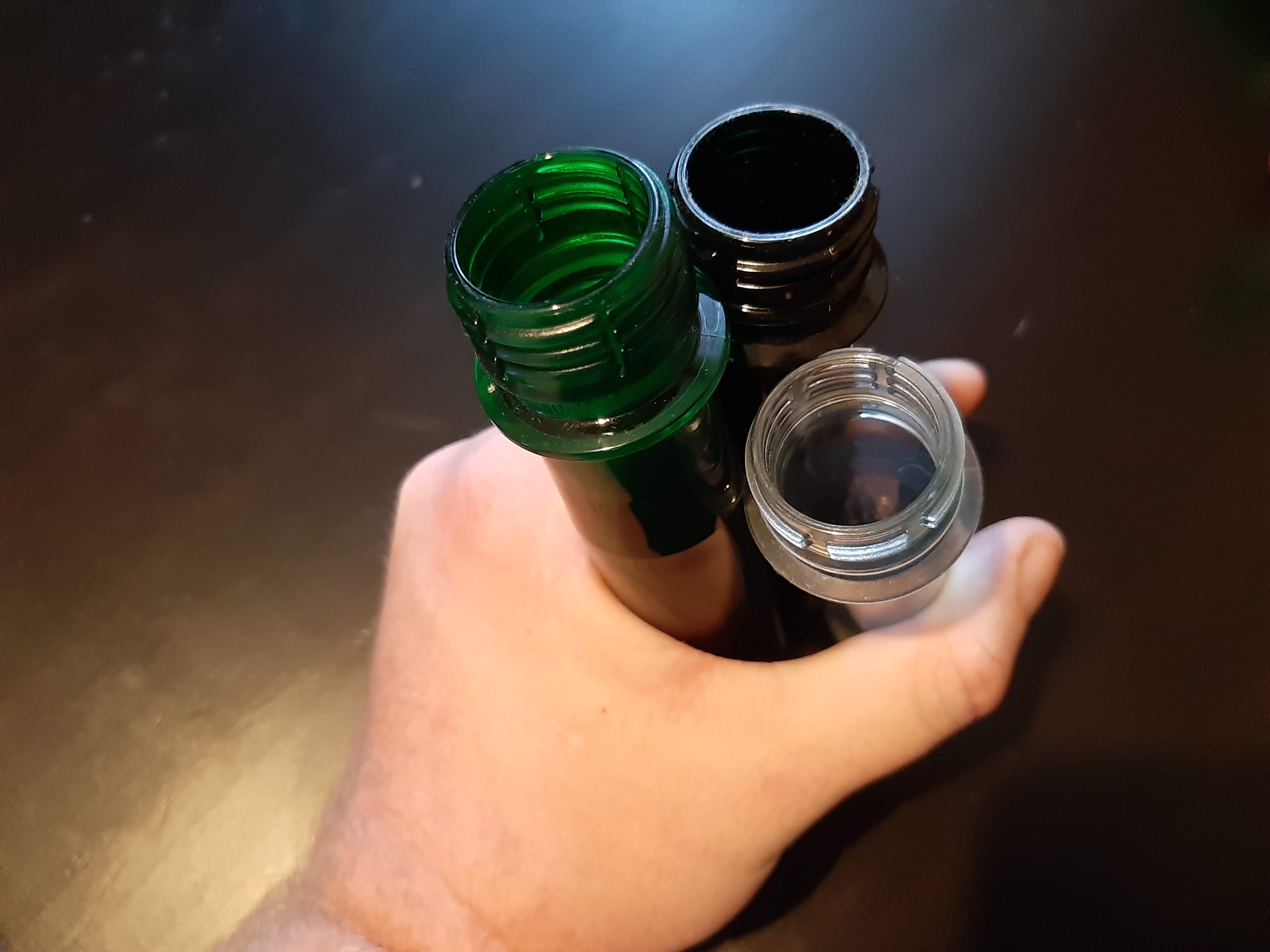
これらのプリフォームは工場で加熱されてから膨らまされる

1967年、デュポンのアメリカ人科学者ナサニエル・ワイエスが炭酸飲料向けプラスチック容器の開発を始め、1973年にペットボトルの特許を取得した。デュポン社のペットボトルは1974年にペプシコーラの飲料容器に採用され、世界初のペットボトルの応用例となった。
日本では当初、食品衛生法にPET樹脂の記載がなかったため、清涼飲料用には使用できなかった。1977年にキッコーマンと吉野工業所が醤油の容器を開発した後、1982年に飲料用に使用することが認められ、同年からは日本コカ・コーラ（1983年から全国展開）、1985年からは麒麟麦酒（現：キリンビバレッジ）が1.5リットルペットボトル入り飲料を発売した。それ以降は多くのメーカーで使われるようになり、かつてガラス瓶入りが主流であった1リットル以上の大型清涼飲料の容器はペットボトルに取って代わられた。1リットル未満の小型ボトルは飲料業界と厚生省の覚書により国内生産を自粛していたが、輸入ミネラルウォーターブームを背景に1995年にブルボンが500ミリリットル入り製品を発売、容器リサイクル法が成立したことあり各社が追随した。全国清涼飲料工業会の自主規制は1996年4月1日に撤廃されている。

## 容器の形態

### 素材
ポリエチレンテレフタレート（PET：Polyethyleneterephthalate）を主原料にしている。ポリエチレンテレフタレートは石油由来のテレフタル酸とエチレングリコールを高温・高真空下で化学反応させた樹脂である。
2016年、アサヒ飲料は、三ツ矢サイダーの一部製品（1.5Lボトル4万箱分）に植物由来の原料を使用したオールバイオペットボトルの採用を開始した。
なお、ペットボトルのキャップはポリオレフィン系のポリプロピレンやポリエチレンで出来ている。。また、ラベルはポリスチレンやポリオレフィン系のポリプロピレンやポリエチレンでできている。リサイクルしやすさや使用する資源量削減といった環境配慮から、ラベルのないペットボトル入り飲料も発売されている。
ペットボトルと他のプラスチック製のボトルは外観だけでは見分けることが困難な場合がある。そのため、日本では指定表示品目（清涼飲料水、醤油、酒類）の指定ペットボトルには三角形の識別表示マークが付けられている。

### 色
色を付けるのは容易であり、世界では着色ペットボトルも珍しくない。しかし、日本で生産されるボトルについては、2001年のPETボトルリサイクル推進協議会の自主設計ガイドラインの改定に伴って、着色ボトルを全面禁止し、全て無色透明化された。無色のペットボトルから作られた白い繊維は、衣類の原料として使用可能であるが、着色ペットボトルから作られた着色の繊維の需要は限られ、このルールが定められた。着色ボトルが流通している国家では、無色と着色を選別する工程が必要になる。
なお、日本のペットボトルには口部が白いものがある。着色ではなく結晶化を用いて白くしている。
無色透明なものに色を付けたように見せる手法として、中身の液体の色を利用する方法、色付きラベルをペットボトル周囲に貼り付ける方法がある。

### 形状
正式に定められたものではないが、大きく分けて以下のように分類することができる。
耐圧ペットボトル：凸半球型ペットボトル（従来型・炭酸飲料用）
1982年に登場した初期の炭酸飲料用ペットボトル。現在のような底面をペタロイド形状(後述)に加工する技術がなく凸半球に膨れていたので、樹脂製のベースカップを底面に接着して立たせていた。容量は1.5Lボトルのみであった。
- 前期型では、それまでのガラス瓶との流用でキャップの口径が広く金属製のキャップで閉められていて、ラベルもシールが貼られていた。
- 後期型では、キャップの口径が小さくなって樹脂製のキャップで閉められるようになり、ラベルもフィルムが巻かれるようになった。

耐圧ペットボトル：ペタロイド形状ペットボトル（炭酸飲料用）
コーラやサイダーなどの炭酸飲料に用いられている。ペタロイドとは花弁のことであり、5本足のペタロイドによって自立する形状になっている。口部は透明である。従来の凸半球型ペットボトルの底面をペタロイド形状に形成してベースカップなしに立たせている。この加工技術の発達と1996年の規制緩和で500mL以下の小さいボトルが作られるようになった。これは炭酸の圧力により底面が膨張して容器が倒れる事を防ぐための形状である
- コカ・コーラから発売されているファンタは串団子状になっている。
- サントリーから発売されているC.C.レモンはヒョウタン状になっている。

耐熱圧ペットボトル：ペタロイド形状ペットボトル（炭酸用）
果汁入り炭酸系飲料に用いられており充填後に熱水で殺菌できるようになっている。口部は白色である。
耐熱ペットボトル（非炭酸飲料用）
果汁飲料やスポーツドリンク等の非炭酸飲料に用いられている。ホット充填する内容物使用するため、口部に耐熱プラスチックを用いており口部が白いのが特徴。底部は凹型である。密封後に減圧されるため、独特の凹凸模様や角をつけて補強している。また、従来の円柱から直方体に加工することで、容量が3割増えて2Lボトルが登場した。
無菌充填用ペットボトル（非炭酸飲料・無菌充填用）
お茶やスポーツドリンク等の非炭酸飲料に用いられている。内容液を殺菌後に常温で冷却するいわゆる無菌充填の専用ボトル。底部は凹型、口部は透明である。常温で充填できるため他のペットボトルに比べて壁厚が極端に薄い。そのため、凹凸やビード、パネル成型を行って補強している。
- サントリーから発売されている伊右衛門の店頭用500mLタイプは、くびれた竹筒の形をしている。
- キリンビバレッジから発売されている生茶は「ペコロジーボトル」を採用（2Lボトルのみ）しており、通常より肉厚が薄く潰しやすいものとなっている。

ペットボトルの形状によって、商品イメージや販売数に影響が出るようにもなってきており、特に飲料メーカーは各社しのぎを削っている。

### 容量
日本で流通している主要な飲料用ペットボトルの容量は以下のとおり（注：ペットボトル自体の容量ではなく、そこへ入れる内容量を主体として分類した）。多く見受けられるものには※を付した。
- 280mL※ - ホット（加温）対応飲料の多く（キャップがオレンジ色）
- 350mL※ - コールド（冷却）対応飲料の多く
- 500mL※ - コールド（冷却）対応飲料の多く
- 900mL※ - アイスコーヒーの多く
- 1L※ (1000mL) - 主に醤油
- 1.5L※ (1500mL) - 炭酸飲料の大容量版
- 1.8L (1800mL)- 主に焼酎、清酒、調味料
- 2L※ (2000mL) - 主に飲料水、日本茶、ウーロン茶など非炭酸飲料の大容量版、炭酸飲料では一部地域でコカ・コーラが存在する。
- 2.7L (2700mL) - 主に焼酎、ウイスキー、ワイン
- 4L (4000mL) - 主に焼酎、ウイスキー
- 5L (5000mL) - 主に焼酎

### 重量
用途や容量にもよるが、20 - 50 g程度が多い。小型の物でも20 - 30 g程度で、350 mLアルミニウム缶の16 g程度に比べると重い。最近では薄肉・軽量化が進み500 mLでも12 - 15 g前後の物も多くなって来ている。

## 容器の特性
包装容器であり、品質保全性、安全性、衛生性、便利性、商品性、経済性、作業性、環境対応性などが要求される。また、飲料・液体食品包装であるため、特にガスバリア性、透明性、自立性などが要求される。ペットボトルは軽くて丈夫で柔軟性があり、軽度のへこみであれば自ら元に戻る性質を持つ。ペットボトルには耐熱用、耐圧用、耐熱圧用、無菌充填用など特性をもたせたものがある。

### 透過性
多くのペットボトルはPET単層ボトルである。PET樹脂は、ポリオレフィン樹脂に比べると、ガスバリア性に優れているが十分ではなく、一定の気体透過性がある。そのため、長期間保存した場合、内容物の酸化、炭酸飲料の場合は炭酸圧の低下、臭気のある環境では臭気の混入が起こる。そのため、一般的な金属缶や瓶飲料の賞味期限が1年なのに対して、ペットボトル飲料の賞味期限は半年～9か月に設定されている。ペットボトル入りの水は濾過や加熱により腐敗しないが、蒸発により内容量が規定より減るとと計量法違反となるため「賞味期限」を設定している。
酸素による酸化を防ぐため、飲料には酸化防止剤としてビタミンCなどが添加される。ガスバリアPETボトルにはPET単層ボトルにコーティングを施したものとガスバリア樹脂（パッシブバリア材）や酸素吸収性樹脂（アクティブバリア材）を利用した共射出ブロー多層ボトルがある。

### 耐薬品性
耐有機溶剤性は低い。アルコール濃度は20%が限度であり、それ以上のアルコール濃度を注入するとエステル交換反応という置換反応が起こる。耐酸性、耐塩基性は非常に低いが食酢程度の酸解離定数なら問題にならない。ただし、グレードにより耐薬品性の高いものもあり、高濃度のアルコール消毒剤の容器に利用されている。

### 耐熱・耐寒性
耐熱性は非常に低い。PET自体の耐熱性は50℃程度であり、真夏の自動車内に放置すると変形してしまう。通常の加熱殺菌には適さないため、限外濾過で無菌化または高温短時間殺菌し、常温充填（アセプチック充填）される。耐熱ボトルでも耐熱性は85℃程度であるが、加熱殺菌状態での充填がかろうじて可能である。
耐寒性は、瓶や缶に比べれば低いが、材料としての耐寒性は飲料ではほとんど問題にならない。内容物の凍結による膨張が問題になる。
保存温度帯（販売温度帯）では、ペットボトルは次のように分けられる。
標準温度帯用
常温や冷蔵時に利用される、ごく一般的なペットボトル。キャップの色は基本が白だが、特に制約はなく様々な色が存在している（ボルヴィックなど海外製品で特に）。
高温度帯用
ホットウォーマーなどで、ペットボトル容器ごと温めることを想定して作られたペットボトル。高温度でも内容物が変質しないように改良されている。PET樹脂自体は酸素透過性があり、高温になると更に透過性が増大し内容物の酸化劣化をもたらす。しかしながら、高温度帯用の製品では容器の厚みを増やしたり、酸素遮断層をサンドイッチや内面にDLC（ダイヤモンドライクカーボン）コーティング処理することにより加温時の酸化劣化を防いでいる。缶に比べて熱くなりすぎず、直接手で持っても火傷をすることが少ない。1999年にサンガリアが「あったかいお茶」で商品化に成功、以後は急速に普及した。電子レンジなどで加熱するまでの温度帯になると、形状が変形する物もある。標準温度帯での保存も可能。キャップの色はオレンジ色。
冷凍温度帯用
2003年にサンガリアの氷晶シリーズではじめて商品化された。ペットボトル飲料を凍らせて携帯したいといったニーズに応えて登場。冷凍庫などで、ペットボトル容器ごと冷却することを想定して作られた。冷凍による内容飲料の膨張に耐えられるよう角型のペットボトルを採用した。外装のラベルやキャップにも改良や耐寒対策がされている。標準温度帯での保存も可能である。キャップの色は水色。

### 耐圧性
炭酸飲料用ボトルは、炭酸ガス圧力に耐えるために丸型（角型は不向き）ボトルを使用し、底に凸凹を設けて、炭酸ガスの圧力を分散させ内部圧力に耐えられるよう補強されている。この底の形状をペタロイド形状という。以前は底が凸半球で、立たせるためにベースカップで覆われていた。
製造直後の炭酸飲料用ボトルの耐圧値は、16気圧程度であるが、傷および経年劣化により耐圧値は下がる。

### 安全性
米国の国立環境衛生科学研究所の論文審査のある専門誌の『Environmental Health Perspectives』によると、PETが通常の使い方で内分泌攪乱物質を生じる可能性があると示唆した。

## 容器の利用
ペットボトルは飲料容器の主要な形態になっている。特に小型のペットボトルは自動販売機やコンビニエンスストアでの販売に適しており、リキャップできることや携帯に便利なことから広く普及している。一方でアルミ缶と比較すると遮光性や密封度で劣ることから、賞味期限は短くなる。
- 飲料(ソフトドリンク)
  - 茶系飲料
  - 乳飲料
  - ミネラルウォーター
  - 炭酸飲料
  - 果実系飲料
- 調味料
  - 醤油
  - みりん
  - オリーブオイル
  - 料理酒
  - ソース
- 酒類
  - 日本酒 - 主に香典返し用の200〜300mLのものが多い。
  - 焼酎・ウイスキー - 1.8〜5Lの大型ボトルが多い。
  - 酎ハイ
  - ワイン - 酸素透過性があり不向きとされていたが、海外では以前から安価なテーブルワインでペットボトル入りが存在しており、日本でもアサヒビールが2.7Lの大型ボトルで販売されている。また、景気低迷での低価格化競争のあおりを受けて、2009年11月19日に解禁したボジョレーヌーボーでも、短期間で飲み切ってしまうため、一時的にペットボトル入りワインが販売された[24][25]。

### 飲料
特に小型ペットボトル飲料は、容器に直接口を付けるいわゆる口飲みでの飲用されることが多い。特に口飲みされることが多い小型ペットボトル飲料では、開栓後はできるだけ早く飲み切り、飲み切るまで時間を要する場合は、冷所保存やコップへの移し変えて、安全に対する配慮が必要とされている。

### 酒類
アサヒビールが、日本国内大手初のペットボトル入りビールを2004年に発売すると発表したが、国際環境保護団体のグリーンピース・ジャパンから、環境面での批判を受けたことから発売を見合わせた。海外ではペットボトル入りビールは販売されているが、日本では他社が追従しなかったことから、アサヒビールは孤立したかたちとなり、発売予告を撤回せざるを得なかった。

### 牛乳
ペットボトル入りの牛乳については、法規制により長く認められていなかったが、業界団体が牛乳消費拡大を目指しての法改正を含めた規制緩和を求める動きにより、2006年に認められた。しかし、ペットボトルに牛乳を充填する設備を導入するのに数十億円かかるといわれ、消費者のニーズもさほど多くないことから、販売しているメーカーはない。他方、乳系のミルクコーヒーやココナッツミルクなどは、認められており、商品も多く存在する。

### 照明器具
2002年、頻繁に停電となるブラジルに住む機械工のアルフレッド・モーザーが、ペットボトルランプ（別名:モーザーランプ）を発明した。水と藻類が繁殖しないよう少量の漂白剤を入れたペットボトルは、晴れの日の昼間に電気がない室内を明るくすることを可能とした。
また、夜や停電の際に懐中電灯などの少量の明りをペットボトルに当てて室内全体に広げる工夫も可能で、警視庁災害対策課などから防災に対する知識として情報が拡散されている。

## 容器の製造

### 容器の成形

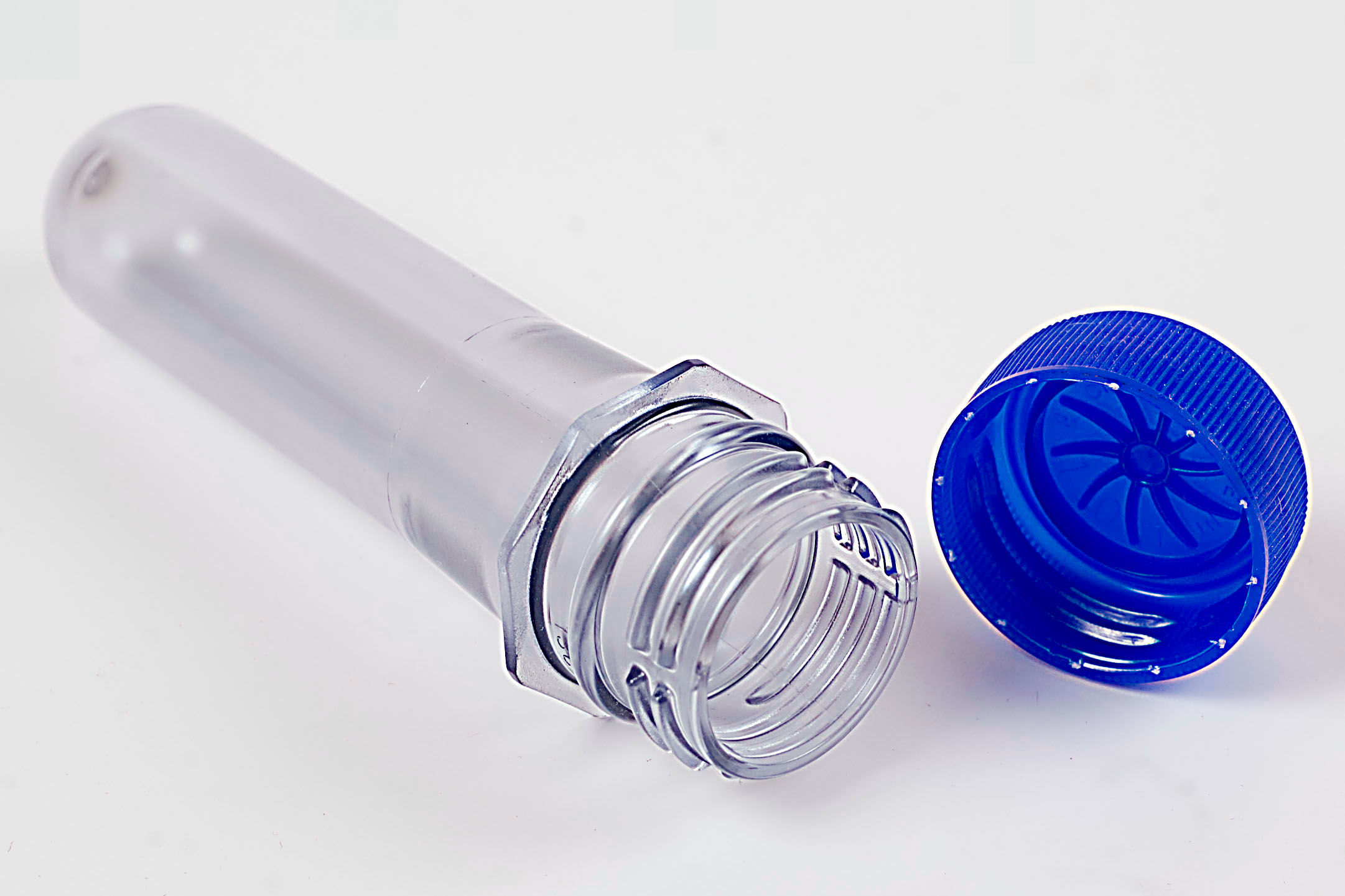
ブロー成形で膨らます前のペットボトル（プリフォーム）

射出成形機で、試験管状のプリフォーム（パリソン）を成形し、プリフォームを延伸ブロー成形機でボトル状に成形する。口部分が白いボトルは、プリフォーム成形後に口部分のみ熱をかけ、PETを結晶化させている。射出成形機ではカナダのハスキー社や、延伸ブロー成形機ではフランスのシデル社等、日本国内のペットボトル製造でも海外メーカーのシェアが高い。口部分を結晶化させる理由は、内容物充填時の殺菌時に高温になり、形状が変化しないようにするため。口部分が透明な物は無菌充填用。
プリフォーム成形とブロー成形を同一設備で一連の工程で行う方法を「ホットパリソン方式（1ステージ方式）」、別設備で行う方法を「コールドパリソン方式（2ステージ方式）」という。コールドパリソン方式は、あらかじめプリフォームを製造しておき、ボトルを使用する場所の近くでブロー成形を行う方法で、大量生産に向いている。

### 飲料の充填方式
非炭酸系の飲料の充填方式には、耐熱用ボトルに高温の内容物を充填・密封して殺菌するホット充填と、無菌充填用ボトルにクリーンルームで常温充填する無菌充填がある。

## 容器の廃棄とリサイクル

### 廃棄（排出）方法
廃棄（排出）方法については、各地方自治体によって異なるものの、
1. 中身を全て使用（飲用）する。
2. 中を水で軽くすすぐ。
3. キャップを外す。
4. 自治体の方法に従って排出するか、スーパーやコンビニエンスストアのペットボトル回収ボックスに入れる。

という点は共通している。
ラベルについては、外してから出す地域と外さずに出す地域とで分かれており、又、潰してから出す地域と潰さないで出す地域とで分かれている。
汚れが残っていたり、タバコの吸殻などの異物が入れられると、リサイクルできない場合がある。キャップとラベルについては、それぞれ指定された廃棄（排出）方法をとる。

### 3Rとの関係
| ペットボトルのリサイクルマーク（日本、リサイクル法による） |  | 同左（欧米、米国プラスチック工業協会による樹脂識別コード） |
| ペットボトルのリサイクルマーク（日本、リサイクル法による） |  | 同左（欧米、米国プラスチック工業協会による樹脂識別コード） |

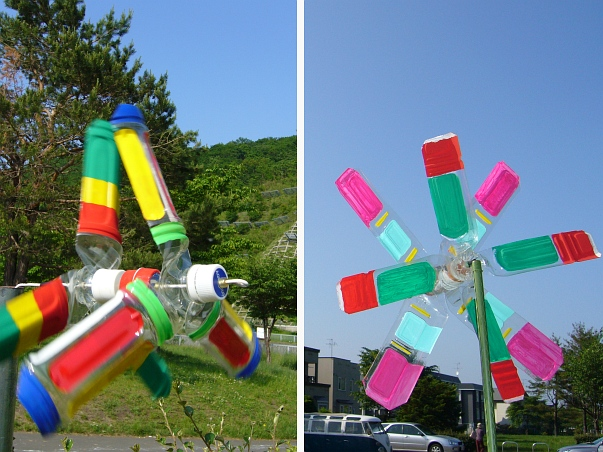
ペットボトルで作った手作りの色鮮やかな風車。パークゴルフ場で風の強さや向きを知るのに使われている。（札幌市）

ペットボトルなどのプラスチック包装材料では3R（リデュース、リユース、リサイクル）を基本とする包装設計が行われている。

#### リデュース
事業者団体では製造段階における軽量化・薄肉化の取り組みが進められている。

#### リユース
生産量は少ないがリユース可能なペットボトルもある。リユースペットボトルは1986年に西ドイツで導入され、北欧諸国などでも実施されているが、主要なシステムとなっているのはドイツだけである。もともとドイツではペットボトルだけでなくリターナブル容器が広く採用されており種類は100種類以上とされている。ドイツでもリターナブルペットボトルは2003年をピークに減少しており、ワンウエイペットボトルが増加している。日本ではペットボトルのリユース（循環利用）はほとんど行われていない（リターナブルペットボトル入りミネラルウォーターの販売で実証実験が行われた例などはある）。
一方、通常のペットボトル（ワンウエイペットボトル）も、家庭で作った飲み物の保存や持ち運び用などの各種容器に使われている。ただし、使い捨てを前提とした容器なので長期間の使用には向かない。また、家庭で耐熱性のない無菌充填用ボトルに高温の内容物を入れると収縮により中身があふれる危険がある。なお、2011年以降は多機能な水筒が登場し、再び水筒のシェアが拡大しつつある。国際環境NGOグリーンピース・ジャパンが実施した調査では、東京都民の、2人に1人がマイボトルを所有している。
家庭での二次利用としてハサミやカッターナイフなどを利用して細工をし、小物入れや鉢として利用されることがある。また、ボトルキャップにはめ込むことにより、ハンガーとして利用するものも出てきている。このほかペットボトルロケットとして、教材としても利用される。
なお、水を入れ玄関先に置く事で猫避けになるとの情報が流通し流行したが、効果の程は確かではない（「#ペットボトルに関する事件・事故」で後述）。

#### リサイクル
- ケミカルリサイクル : 高分子をモノマーに化学分解し完全に素材の状態に戻す。その後に再重合してペットtoペットのリサイクルを目指すものが代表例である。しかしモノマー化を現実に実施するには、コストや投入エネルギーの課題がある。帝人が2003年にペットボトルからペットボトルを製造する施設を実用化している。しかし、コスト面などの問題で2005年7月に工場の生産を停止した（詳細は「#リサイクルの課題」参照）。
- マテリアルリサイクル : 回収した廃ペットボトルを粉砕・洗浄し金属などの異物を取り除いた後、フレークやペレットの状態にする。このPET素材を、卵パックのシートやポリエステル繊維として再製品化する。
- メカニカルリサイクル : ケミカルリサイクルのように分子レベルまで分解するのではなく、再縮合重合反応という化学反応で、高分子化合物のまま粘度（IV値）などの物性を回復させる手法。廃ペットボトルを粉砕・洗浄した後、フレークを200℃以上の高温、真空の状態で一定時間処理すると、紫外線や熱によって切断された分子の鎖が再結合し、本来の物性を回復する。[35]
- サーマルリサイクル : 回収した廃ペットボトルを燃やして熱源として利用する。熱回収、発電、RDFやRPFといった廃棄物固形燃料がある。素材の再利用はしないが、火力発電などで消費される原油を間接的に減少させる効果がある。
- 国境を越えたリサイクル : ペットボトルリサイクル推進協議会は、推定海外輸出分も含めて実質回収率とし、再生品量には含めていないが、日本から輸出された廃ペットボトルの中華人民共和国でのリサイクル状況を年次報告に掲載し、事実上これもリサイクルであるとの立場をとっているが、中国での受け入れ禁止により、日本に溢れる事態になっている。

### リサイクルの課題

#### コスト
ペットボトルtoペットボトルの事業モデルの破綻が、次の事例で指摘されていた。2003年、帝人グループの子会社帝人ファイバー徳山工場（山口県周南市）において日本で初めてペットボトル廃材からペットボトルを再生するための量産工場が立ち上がったが、2005年7月以降、ペットボトル廃材の価格高騰による原料調達難から工場が生産停止に陥ったり、再生供給していた耐熱ボトルの需要が落ち込んだりした末、2008年11月にペットボトルへの再生事業からは撤退。ペットボトルからのリサイクルについては高付加価値な繊維への再生事業に一本化した。
2006年後半以降の原油価格高によるPET樹脂原材料の高騰から、ペットボトル廃材が有償売却できるようになり、市町村レベルで入札によりリサイクル業者（容器リサイクル法に指定する特定事業者以外の業者）や輸出仲介業者に引き渡されるようになっているリサイクル情勢の変化の指摘もなされている。
- 2018年の再商品化受託料は、総額2億8,909万361円である。かつて、2002年は89億6,980万3,628円の委託料であったが、中国等への廃ペット輸出の影響で約1/30に激減している[38]。かつてkgあたり100円以上であった再商品化委託単価は2020年度はわずか3.2円であり[39]、入札については再商品化事業者の落札単価は2006年から加重平均でマイナスに転じ、2018年はマイナス36.7円である[40]。
- 2003年には2,348あった廃ペットボトル取引市町村数は、この年をピークに2007年までに1,082市町村と落ち込んだ。この数は2009年には1,211市町村へと増加し、以後1,200市町村前後を推移、2018年は1,210市町村となっており、ピーク時の約半分であった[41]。
- 2017年ペットボトルのリサイクル可能量は38万4,000トンであった[42]。逆に再製品化量は前年比2%増の15万7,473トン[43]に過ぎず平均で3/5近くのリサイクル施設が実質休眠状態となっている。公費等の助成を前提とした事業モデルは完全に破綻しているのではないかとの指摘も強い。

ペットボトルの各自治体における分別・収集から、再生工場や海上輸送まで含んだプロセス全体の石油資源消費量や二酸化炭素（CO2）排出量をライフサイクルアセスメントの手法によって調査した結果では、国内の陸上輸送や中国向けの海上輸送で消費される資源が、リサイクルのプロセス全体で節約される資源を大きく下回っており、ペットボトルのリサイクルによって最終的に資源が節約出来ていることが確認出来るとされている。2008年に日本LCA学会が日中両国間のペットボトルのリサイクルを分析した研究論文では、各課程において消費される電力や化石燃料の量を産業環境管理協会や石油産業活性化センターのデータを元に算出しており、加工や再生のプロセスによる資源消費が主で、中国への輸送で消費される資源は全体のごく僅かとされている。また、環境省の廃棄物処理等科学研究費補助金の総合研究報告書でも、日本から中国へのペットボトル破砕品やフレークの輸出で排出されるCO2や消費される化石資源は、リサイクルによって節約される量に対してごく僅かな量とされている。

#### 再資源化率
- 2018年時点で約68.6万トンの容器リサイクル法に定める回収対象ペットボトル[46]の内、回収されているペットボトルは約59.5万トン(市町村分別回収：31.8万トン、事業系回収:27.7万トン)[47]であった。そのうち約22%にあたる13.18万トンが繊維、約10%にあたる5.88万トンがシートに再利用されている。なお、再びペットボトルとして還流した量は約12%にあたる7.27万トンとなっている[48]。

- 2018年のペットボトル再商品化（リサイクル）量は16万9,927トン[43]であり、単純に同年のペットボトル生産量68万5,897トン[46]で除すると、リサイクル率は約25%の数値となる。ただし、この生産量は指定表示製品（清涼飲料・酒・醤油）の国内生産量のみであり、調味料・化粧品・医薬品他のペットボトル（およそ5.6万トン）や、500mL換算で年間7億本以上に相当するミネラルウォーター等の輸入分（2018年：351,986 kL[49]）などは含まれていない。実際には、ペットボトルの国内総使用量は概ね60万トン程度（2018年）[50]と見られている。

- 日本ではペットボトルの回収率が90%[50]を超え世界最高水準であると同時に、回収率とリサイクル率のギャップは、欧米に比べて低い。

ヨーロッパの場合は、2017年の回収率は61.5%であるが、回収したペットボトルの約2/3はリサイクルされている。アメリカの場合は、2018年の回収率は28.9%と高くないが、回収したペットボトルの約7割はリサイクルされている。日本の場合は、2018年で回収量57.2万トン、リサイクル量52.9万トンであり、約85%がリサイクルされている。ただし、この85%という数値も、海外再資源化量（PETボトルもしくは束ねたベール状PETや粉砕したフレーク状PETをPETくずとして輸出した、いわゆる"資源ごみ輸出"量）を約1/3含んだ統計であり、真のリサイクルとは言い難いものを多分に含んでいる。さらなるプラスチックごみの再商品化の成功には法律上の規定の強化と伴い、製造業者とごみ処理業者の協力が必要と考えられる。
ペットボトルリサイクル率比較表（2017年）
| 日本 | アメリカ合衆国 | ヨーロッパ | インド |
| ---- | -------------- | ---------- | ------ |
| 85%  | 21%            | 42%        | 90%    |

- プラスチック製品のリサイクル率も、2000年の46%、2010年の77%から2018年は約84%と上昇傾向にある[55]。しかしながら、その大半は、ゴミ発電や製鉄所の還元剤として燃やされているに過ぎず、リサイクルの趣旨から外れているとの指摘もある[56]。

#### その他
- ペットボトル再生品には洋服（ユニフォームなど）やカーテンといった繊維製品・フリースと鶏卵パックなどのシート材への転用が主で、ペットボトルとしての再生は帝人ファイバーが量産化事業を中止した影響で2004年度の2万3千トンをピークに大きく減少し2009年はわずか1千7百トンとなったが、その後増加し、2018年時点で7万2千7百トンとなり、ペットtoペット率も増加している。（2018年のペットtoペット率:26.3%）
- スーパーやコンビニエンスストアなどではペットボトル回収が行われているが、「簡易洗浄」と「キャップの分離」という容器リサイクル法に定められた排出者（主に一般消費者）の義務が果たされていない場合が多く、リサイクルには後工程で多くのコストとエネルギーが必要となるなど課題が多い。
- サントリーは2011年4月、一部の商品の飲料用PETボトルの原料としてメカニカルリサイクル、ケミカルリサイクルそれぞれの原料を併せ100%の使用を目指すと発表[57]。同年5月よりリサイクル原料から生産したPETボトルを使用した茶飲料の販売を開始している[58]。

ペットボトルそのものをリサイクルすることとは違うが、近年はペットボトルキャップの売却利益でワクチンを提供するというボランティアとの兼ね合いのあるリサイクル方法もある。
NPO法人エコキャップ推進協会等が進めるエコキャップ運動は、大きな業界規模を有するペットボトルのリサイクル義務を担う特定事業者にとって大きな利潤を生ずるものであるが、エコキャップ推進協会の収益の主な物はペットボトルキャップの販売金額やそれを多少上回る活動支援金であると報告されていることから、ペットボトルキャップリサイクルのキャンペーンにおける特定事業者からの支援は、それらの業界団体が得る利潤と比較すると余りにも少なく、ワクチン提供等の活動規模も業界団体が得る利潤と比較すると余りにも小さなものである。
武田邦彦の主張とそれに対する指摘
工学者の武田邦彦は「回収ペットボトルの94%は焼却処分のため、たくさんのお金をかけて回収されたペットボトルであっても、そのほとんどが再利用されていない」と著書で主張した。これに対してPETボトルリサイクル推進協議会は、同著の「再利用量」データは一切同協議会のデータではなく、協議会の名前を騙った捏造だと反駁した。
その後、同著の増刷版ではこの部分が修正され、「再使用量は武田研究室算出」との説明が追記された。
武田邦彦は、PETボトルリサイクル推進協議会はペットボトルのリサイクル率を公表していないと主張しているが、実際には毎年公表されている。

## ペットボトルに関する事件・事故

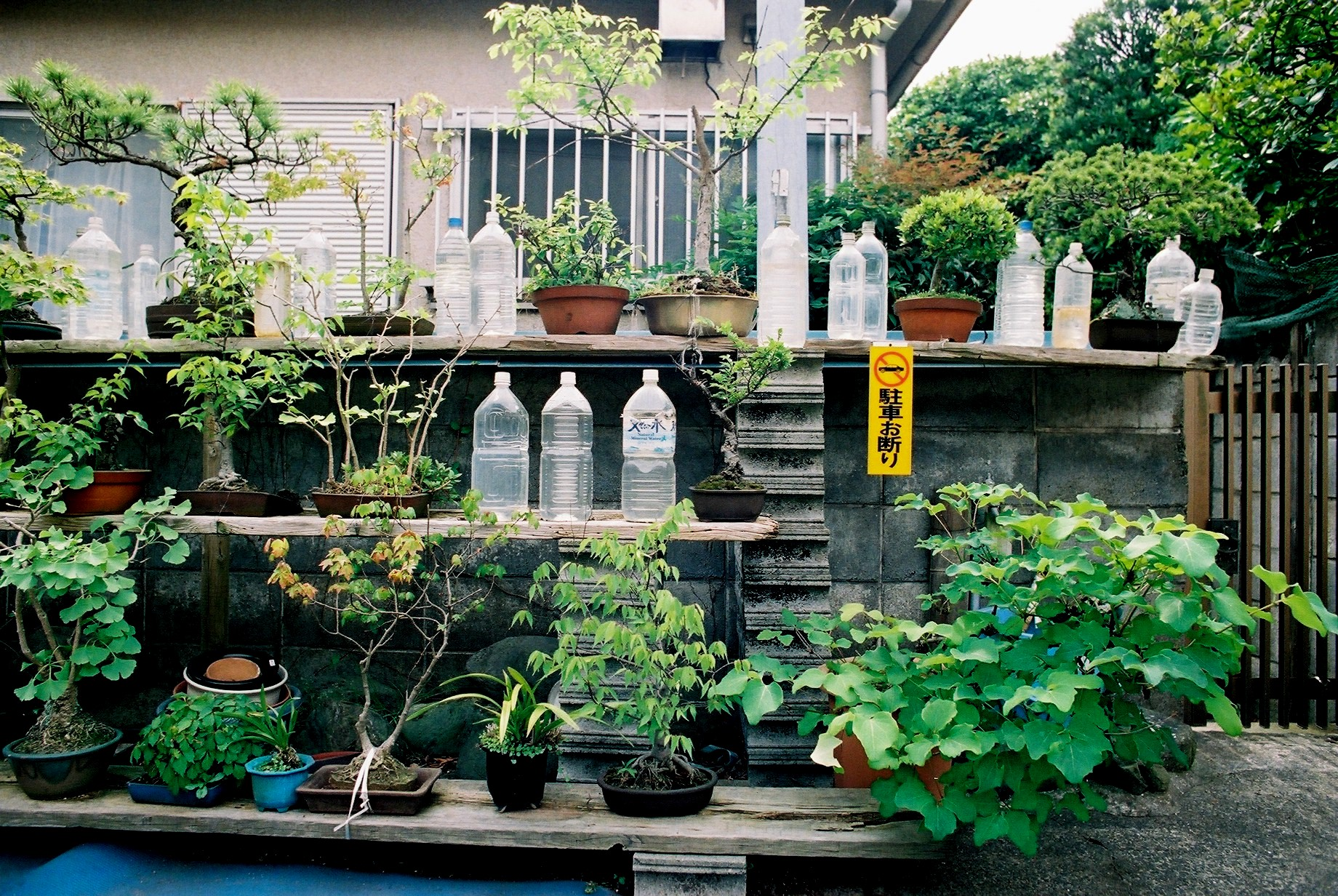
民家の軒先に置かれた猫避け用の水入りペットボトル

- ペットボトルに水を入れ、玄関先などに置いておくと野良猫避けになるとの情報が流布した時期がある。その後、各地でそのような光景がみられるが、これを行ったことにより、ペットボトル中の水が太陽光を収束させ火事になった事故（収れん火災）がある。なお、今日ではこれら水入りペットボトルの風説については、消費者団体やテレビ番組上での実地テストにより、効果が全く無いことが知られている[34]。
- ペット飲料に、カビなどの異物が混入・発生し、メーカー回収されることは度々発生するが、中身の沈殿物などを異物と混同するケースも多い。缶飲料や瓶飲料が流通の主流だった時代に比べ発生件数が多いのは、消費者意識の向上のほか、ペットボトルが透明なため発見しやすいという点がある。その一方でペット飲料をストローを用いて吸う際にストローの吸入が不慣れな幼児では口腔中の食べカスがストローを通じてボトル内に逆流し、これを異物混入としてメーカーに報告したり、滅菌した哺乳瓶代わりにペットボトルを用い、気温の高い時期に食べカスが原因で雑菌が繁殖したりする事例がある。
- 飲み残しのペット飲料を放置することで、中身の飲料が発酵を起こして破裂し、打撲や骨折などのけがを負ったり、吹き飛んだキャップにより天井の照明器具が破損したりするなどの事例が数件報告されている。これは環境中の出芽酵母や乳酸菌などが容器内に進入し、飲料中の糖分がアルコール発酵を起こして二酸化炭素が発生するためである。飲みかけの飲料は早めに飲みきるか冷蔵庫などで保管するよう注意が必要である。このため、2004年には日本において、国民生活センターが警告を発し、メーカーに注意を促す表示を義務付けるよう働き掛けを行っている。また、炭酸飲料を速く冷やす為に冷凍庫に入れることも非常に危険である。飲料を凍らせることで、水に溶解することが出来なくなった二酸化炭素により容器が破裂するからである。
- 小さな穴をあけたペットボトルに水とドライアイスを入れソーダ水を作る実験があるが、穴をあけずにペットボトルに水とドライアイスを入れ、フタをしめた結果ペットボトルが膨張し破裂した事故がある。消防庁や国民生活センターなどではドライアイスの扱いも含めてこのような実験を行わないよう注意を呼びかけている。ドライアイスの文章も参照のこと。
- スポーツ・コンサート施設では、ペットボトルやガラス瓶入り飲料の持ち込みを規制しているところが多い。特に日本プロ野球やJリーグでは多くのサポーターに気持ちよく試合を観戦してもらいたいということで、チームによって対応は異なるが、ペット飲料の持参については次の3点のうちの1つが観戦の際のルールとして定められている。
  - ガラス瓶・缶飲料と同様に内容量の如何にかかわらず完全に持参禁止で、入場時に紙コップやタンブラー（近年は環境上の配慮からタンブラーになるケースが多い）に入れ替える。（札幌ドーム、楽天生命パーク宮城、福岡PayPayドーム他。2021年には多くの球場でタンブラーや水筒への移し替えサービスをやめているところもある）
  - 一定容量（例えば500mL入り）までであれば直接持参可能（蓋付きのまま持ち込める場合と外す必要がある場合あり）。それを上回る場合は前述のように紙コップやタンブラーに入れ替える。
  - 持ち込み制限なし（直接持参可能。蓋の取り扱いについては前項と同様）。
  - 2012 FIFA U-20女子ワールドカップ日本大会の際も、FIFA（国際サッカー連盟）の「クリーンスタジアム」事業のため、FIFA公認の協賛社・コカ・コーラとの契約関係の都合上、日本コカ・コーラ製のペットボトル製品はそのまま持参可能だが、それ以外の同業他社のものはそのままでは持参できず、紙コップに移すか、商品のラベルをはがした上で持参するかのいずれかとなる（持参可能なものでも蓋は外しておくこと）[63]。
- 国際線の飛行機内へも、2007年からペットボトルを含む100mL以上のプラスチック製容器に入った、飲料や化粧品などの液体の類が持ち込めなくなった。100mL以下のプラスチック製容器も、透明なビニール袋に入れないといけなくなった。国土交通省航空局、全日空、JAL。
- 2011年の東日本大震災で、蓋を製造する工場の被災とミネラルウォーターの需要急増による生産能力増強への対処から、業界の取り組みとして、蓋を白無地のもので統一することとした[64]。

## ペットボトルの蓋
1990年代最初期（1992年頃くらい）までのペットボトルの蓋は現在のものより一周り大きく作られていた（所謂「広口キャップ」）。しかし、飲み口が大きいことで隙間が生じ、そこから飲み溢してしまう事例が相次いでいたことから、隙間からの飲み溢しを防ぐために飲み口の範囲を狭くする方法が採用され、それに伴って現在のような小型の蓋となった。また、広口キャップは無駄に製造コストがかかるという事情もあった。近年では、サントリーの『Bikkle』『ゲータレード』、ダイドードリンコの『葉の茶』、キリンビバレッジの『ボルヴィック レモン』、コカ・コーラの『グラソー』シリーズ、伊藤園の『お〜いお茶 取っ手付き』などが広口キャップを採用していたが、『Bikkle』『ゲータレード』『葉の茶』は現行サイズのキャップに移行し、『ボルヴィック レモン』『お〜いお茶 取っ手付き』は廃番、『グラソー』シリーズは2018年までに日本での販売を終了したため、ペットボトルのソフトドリンク飲料におけるレギュラー製品で現在も広口キャップを採用している製品は、大手飲料メーカーでは存在せず、中小飲料メーカーがわずかに販売している程度である。ただし、現在でも大手の各飲料メーカーが企画製品（期間限定、数量限定、地域限定など）として広口キャップを採用した製品を発売することもある。
ペットボトルの蓋はPETではなく密封性を高めるため、柔らかく変形しやすいポリエチレンやポリプロピレンが一般的に利用される。ペットボトルの蓋はリサイクルの工程で比重分離される。
なお、蓋の開閉が可能な缶飲料では広口キャップを採用しているものが多い。

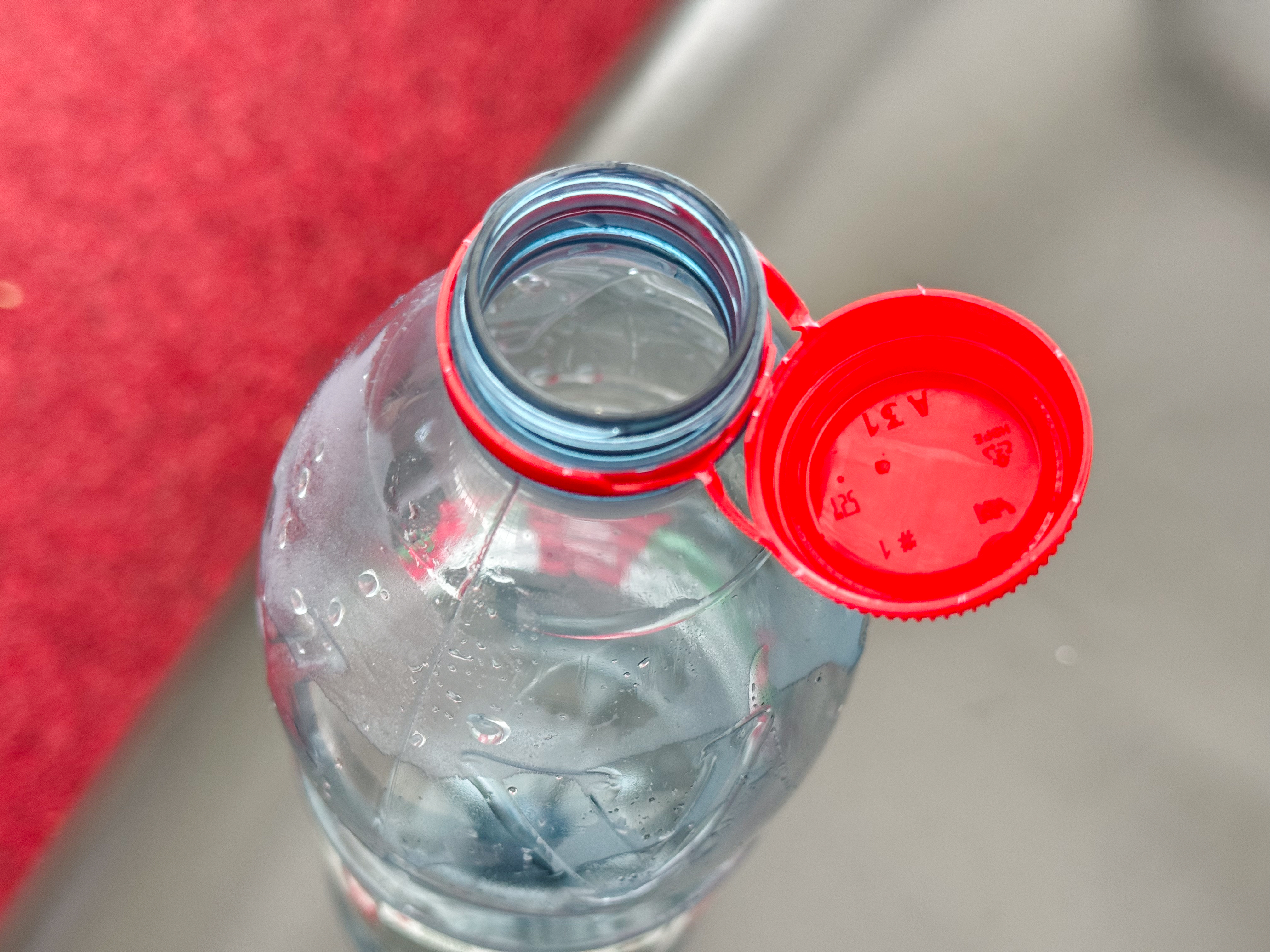
一体型キャップ

EU地域においてはEU指令により2024年7月3日から、キャップ一体化が義務付けられた。

## ボトルtoボトル
ペットボトルをリサイクルして、再びペットボトルにする取り組み。水平リサイクル。飲料や醤油などの使用済みペットボトルを、大きく「ケミカルリサイクル」（化学分解で中間原料に戻し、再重合させて新たなペット樹脂にするもの）か、「メカニカルリサイクル」（高温洗浄により、異物を除去・除染し、物理的な処理をしてからペレット化するもの）のいずれかのやり方で加工し、原料としてフレーク化したのち、ペットボトル素材として再加工する。